# BIOS-Bootpartition
Eine BIOS-Bootpartition ist eine Partition auf einem Datenträger, die den Grand Unified Bootloader (GRUB) auf einem BIOS-basierten PC nutzt, um ein Betriebssystem zu booten, wenn das aktuelle Bootmedium eine GUID-Partitionstabelle (GPT) besitzt.

## Grundlagen
Auf GPT-partitionierten Datenträgern ist eine BIOS-Bootpartition notwendig, um die Daten der zweiten Stufe des GRUB zu speichern. Auf MBR-partitionierten Datenträgern werden die dem ersten Datenblock unmittelbar folgenden Datenblöcke normalerweise nicht genutzt, weil sie durch das Partitionsschema nicht für einen bestimmten Zweck bestimmt werden können und die Partitionierungstools sie zu Ausrichtungszwecken meiden. Auf GPT-partitionierten Datenträgern enthalten diese Datenblöcke die eigentliche Partitionstabelle, sodass eine zusätzliche Partition notwendig ist. Auf MBR-partitionierten Datenträgern werden Bootloader normalerweise so implementiert, dass der Teil ihres Codes, der im MBR gespeichert ist und nicht mehr als 512 Byte enthalten kann, als erste Stufe fungiert, die hauptsächlich zum Laden einer komplexeren zweiten Stufe dient. Diese zweite Stufe ist zum Beispiel in der Lage, einen Betriebssystemkern von einem Dateisystem auszulesen und zu laden.

## Übersicht

Bei Example 2 speichert GRUB 2 sein core.img in einer BIOS-Bootpartition.

Bei Verwendung enthält die BIOS-Bootpartition die zweite Stufe des Bootloader-Programms, z. B. GRUB 2. Die erste Stufe ist der Code, der im Master Boot Record (MBR) enthalten ist. Die Verwendung dieser Partition ist nicht die einzige Möglichkeit, mit GPT-partitionierten Datenträgern einen BIOS-basierten Start durchzuführen. Komplexe Bootloader wie GRUB 2 passen jedoch nicht vollständig in die Grenzen des MBR (398 Byte (MBR mit Festplatten-Zeitstempel, Festplatten-Signatur, AAP- und NEWLDR-Unterstützung) bis 446 Byte (klassischer MBR ohne Erweiterungen)). Deshalb benötigen sie zusätzlichen Speicherplatz. Auf MBR-partitionierten Datenträgern nutzen solche Bootloader normalerweise die Datenblöcke, die dem MBR unmittelbar folgen, zu diesem Zweck. Dieser Bereich wird häufig als “MBR gap” (deutsch: „MBR-Lücke“) bezeichnet. Auf GPT-partitionierten Datenträgern ist kein gleichwertiger nicht verwendeter Speicherplatz vorhanden; und die BIOS-Bootpartition ist eine Möglichkeit, diesen Speicherplatz offiziell dem Bootloader zuzuweisen.
Der Universally Unique Identifier (UUID) für eine BIOS-Bootpartition im GPT-Schema ist 21686148-6449-6E6F-744E-656564454649, was in der GPT im notwendigen Little-Endian-Schema die ASCII-Zeichenkette “Hah!IdontNeedEFI” ergibt.
Eine BIOS-Bootpartition benötigt relativ wenig Speicherplatz. Bei der Partitionierung richtet man üblicherweise 31 KB Speicherplatz für sie ein.

## Herstellung
Mit Hilfe der folgenden Programme kann man BIOS-Bootpartitionen herstellen. Es kommt jedoch auf die Versionen an.
- fdisk
- cfdisk
- GNU Parted (seit Version 2.0)
- GParted
- gpt(8) partition editor in NetBSD (seit Version 5.0)
- GPT fdisk